# Plocéan
Ploécan  (italien : Ploceano) est un ecclésiastique d'origine inconnue qui aurait été évêque d'Aoste au VIe siècle.

## Problématique
L'existence de Plocéan est évoquée dans la « Vita beati Ursi » un texte hagiographique composé aux IXe-Xe siècles qui en fait un contemporain et un adversaire d'Ours d'Aoste. Ce document insiste sur le fait que Plocéan  professait l'arianisme ce qui implique que sa présence à la tête du diocèse d'Aoste est antérieure à la conquête de la Vallée d'Aoste par le roi mérovingien Gontran de Bourgogne sur les Lombards en 575. L'abbé Joseph-Marie Henry place les évènements vers 529 après la mort de l'évêque Joconde d'Aoste c'est-à-dire peu après le décès de Théodoric le Grand roi des Ostrogoths et protecteur de cette hérésie et avant l'épiscopat de Gall d'Aoste. D'autres auteurs estiment qu'il faut repousser sa présence sur le siège d'Aoste plus tard dans le siècle à l'époque de la domination des Lombards.

## Relations avec Saint Ours
Plocéan réputé pour sa perfidie et sa cruauté mais sous la protection des souverains qui contrôlent la région tente d'imposer l'arianisme dans la Vallée d'Aoste. Ours son archidiacre refuse d'accepter cette hérésie se retire de la cité avec quelques compagnons ; il fonde dans le bourg une petite communauté qui serait à l'origine de la collégiale de Saint-Ours. Un jour un serviteur de Ploécan, son palefrenier selon certaines versions, ayant commis un manquement dans son service et craignant la violence de l'évêque se réfugie auprès d'Ours où il bénéficie du droit d'asile et l'implore d'intercéder en sa faveur auprès de Plocéan. Ours se rend chez ce dernier et obtient sa grâce mais lorsque par la suite le serviteur retourne auprès de l'évêque, Ploécan le fait sauvagement flageller et même verser de poix brulante sur la tête. Le malheureux retourne chez Ours qui lui donne l'ordre de revenir chez son tortionnaire pour l'informer qu'il sera « dans peu de jours suffoqué par les démons et entrainé par eux dans les enfers ». conformément à la prédiction, Plocéan meurt la nuit suivante poussé d'une fenêtre par des mains invisibles et emmené par un démon qui l'étrangle. 
La mort de Plocéan est représentée sur  le chapiteau n° 32 réalisé au XIIe siècle dans le cloitre de la collégiale de Saint-Ours.

## Article lié
- Ours d'Aoste

## Sources
- Abbé Joseph-Marie Henry, Histoire populaire religieuse et civile de la Vallée d’Aoste, Aoste, Imprimerie Marguerettaz, 1929, réédition en 1967, chapitre n°29 « Saint Ours: sa mort en 529 » p. 40-43.
- (it) Fedele Savio Gli antichi vescovi d'Italia dalle origini al 1300 descretti per regioni: Piemonte Fratelli Bocca Editore 1898.